# 木村陽治郎
木村 陽治郎（きむら ようじろう、1893年（明治26年）11月5日 - 1964年（昭和39年）9月4日）は、大日本帝国陸軍軍人。最終階級は陸軍主計少将。

## 経歴
1893年（明治26年）に秋田県で生まれた。陸軍経理学校第10期主計候補生として1916年（大正5年）5月20日に卒業した。1938年（昭和13年）12月に陸軍航空本部第9課長に就任し、1939年（昭和14年）3月に陸軍主計大佐に進級。1940年（昭和15年）8月に第3飛行集団経理部長に転じ、日中戦争に出動した。1942年（昭和17年）8月1日に陸軍航空本部第3部長を経て、10月15日に陸軍航空本部経理部長に就任した。
1943年（昭和18年）3月に陸軍主計少将に進級し、1945年（昭和20年）4月7日に航空総軍経理部長に着任。終戦時は東京に位置した。
1947年（昭和22年）11月28日、公職追放仮指定を受けた。